# 乙訓消防組合
乙訓消防組合（おとくにしょうぼうくみあい）は、京都府向日市、長岡京市及び乙訓郡大山崎町によって組織された一部事務組合（消防組合）である。管轄区域は前述の2市1町。消防本部の名称は、乙訓消防組合消防本部。

## 概要
- 組合事務所：長岡京市神足芝本9
- 消防本部：長岡京市神足芝本9
- 管内面積：32.82km2
- 職員定数：183人
- 消防署3カ所、分署1カ所
- 主力機械（2023年4月1日現在）
  - 普通消防ポンプ自動車（水槽付）：5（予備車2）
  - 水槽付消防ポンプ自動車：1
  - はしご付消防自動車：1
  - 化学消防自動車：1
  - 救急自動車4（予備車1）
  - 救助工作車：１
  - 指揮車：1
  - 司令車：3
  - 警防支援車：1
  - 査察車：1
  - 広報車：4
  - 連絡車：1
  - 総務連絡車：1
  - 業務連絡車：1
  - 防災指導車：1
  - 救急連絡車：1
  - 人員搬送車：1
  - 作業車：1
  - 積載車：1
  - 資機材搬送車：３

## 沿革
- 1964年5月　乙訓郡長岡町が長岡町消防本部を設置。
- 1967年4月　乙訓郡向日町が向日町消防本部・向日町消防署を設置。長岡町が長岡町消防署を設置。
- 1968年3月　長岡町が救急業務を開始。
- 1969年9月　向日町が救急業務を開始。
- 1970年4月　乙訓郡大山崎町が大山崎町消防本部を設置。
- 1970年5月　向日町消防本部・消防署庁舎（町役場併設）を新築し移転。
- 1971年7月　長岡町消防本部・消防署庁舎を新築し移転。
- 1972年10月　向日町・長岡町の市制施行に伴い、向日市消防本部・向日市消防署、長岡京市消防本部・長岡京市消防署に改称。
- 1973年12月　大山崎町が救急業務を開始。
- 1974年6月　大山崎町消防署を設置。
- 1977年11月　長岡京市消防署東分署を設置。
- 1981年7月　向日市消防本部・消防署庁舎を新築し移転。
- 1982年4月　大山崎町消防本部・消防署庁舎を新築し移転。
- 1993年12月　向日市が救急救命士業務を開始。
- 1994年1月　長岡京市が救急救命士業務を開始。
- 1994年8月　向日市、長岡京市及び大山崎町の2市1町が「乙訓広域消防調査会」を発足。
- 1996年8月　大山崎町が救急救命士業務を開始。
- 1997年4月　「乙訓広域消防検討委員会」が発足。
- 1997年11月　「乙訓広域消防調整会議」が発足。
- 2001年3月　乙訓消防組合の設立が京都府知事より許可。
- 2001年4月1日　乙訓消防組合消防本部が発足。向日市消防本部・長岡京市消防本部・大山崎町消防本部から移行。
- 2006年3月　消防本部・東分署庁舎を新築し移転。

## 組織
- 組合議会
  - 議員定数：9人（向日市：3人、長岡京市：4人、大山崎町：2人）
- 執行機関
  - 管理者：1人（関係市町の長のうちから互選）
  - 副管理者：2人（管理者以外の関係市町の長の職にある者）
  - 会計管理者：1人（管理者の属する関係市町の会計管理者）
  - 監査委員：3人
  - 消防本部 - 総務課、予防課、警防課、指令情報課
  - 消防署 - 庶務予防課、警備1課、警備2課、警備3課

## 消防署
| 消防署       | 住所                      | 分署                  |
| ------------ | ------------------------- | --------------------- |
| 向日消防署   | 向日市寺戸町中ノ段17-1    | なし                  |
| 長岡京消防署 | 長岡京市天神4-2-1         | 東：長岡京市神足芝本9 |
| 大山崎消防署 | 大山崎町字円明寺小字百々1 | なし                  |